# Росоне (Павија)
Росоне је насеље у Италији у округу Павија, региону Ломбардија.
Према процени из 2011. у насељу је живело 20 становника. Насеље се налази на надморској висини од 705 м.